# Tour de Croàcia 2016
El Tour de Croàcia 2016 va ser l'11a edició del Tour de Croàcia. La cursa es va disputar entre el 19 i el 24 d'abril de 2016, amb un recorregut de 982,1 km repartits entre sis etapes. La cursa forma part de l'UCI Europa Tour 2016 amb una categoria 2.1.
El vencedor final fou el croata Matija Kvasina (Synergy Baku Cycling Project), que s'imposà per 24" al danès Jesper Hansen (Team Tinkoff) i per 32 a l'espanyol Víctor de la Parte (CCC Sprandi Polkowice). Giacomo Nizzolo (Trek-Segafredo), vencedor de 2 etapes, guanyà la classificació per punts, Riccardo Zoidl (Trek-Segafredo) guanyador de l'etapa reina guanyà la classificació de la muntanya i Domen Novak (Adria Mobil) fou el millor jove. El Synergy Baku Cycling Project guanyà la classificació per equips.

## Equips
L'organització convidà a prendre part en la cursa a cinc equips World Tour, set equips continentals professionals i nou equips continentals:
- equips World Tour: Astana Qazaqstan Team, Dimension Data, IAM Cycling, Team Tinkoff, Trek-Segafredo
- equips continentals professionals: Androni Giocattoli-Sidermec, Bardiani-CSF, CCC Sprandi Polkowice, One Pro Cycling, Gazprom-RusVelo, Novo Nordisk, Verva ActiveJet
- equips continentals: Adria Mobil, Synergy Baku Cycling Project, Cycling Academy Team, Cyclingteam Join's-De Rijke, Meridiana Kamen Team, Radenska Ljubljana, Team Felbermayr-Simplon Wels, Team Wiggins, Verandas Willems Cycling Team

## Etapes
| Etapa    | Data      | Ciutats d'etapa               | type                      | Distància (km) | Vencedor de l'etapa | Líder de la general |
| -------- | --------- | ----------------------------- | ------------------------- | -------------- | ------------------- | ------------------- |
| 1a etapa | 19 de abr | Osijek – Varaždin             | etapa plana               | 235            | Giacomo Nizzolo     | Giacomo Nizzolo     |
| 2a etapa | 20 de abr | Osijek – Split                | etapa accidentada         | 240            | Mark Cavendish      | Mark Cavendish      |
| 3a etapa | 21 de abr | Makarska – Šibenik            | etapa accidentada         | 189,8          | Giacomo Nizzolo     | Giacomo Nizzolo     |
| 4a etapa | 22 de abr | Crikvenica – Učka             | etapa de muntanya         | 156            | Riccardo Zoidl      | Matija Kvasina      |
| 5a etapa | 23 de abr | Poreč – Umag                  | contrarellotge per equips | 40,3           | Tinkoff             | Matija Kvasina      |
| 6a etapa | 24 de abr | Sveti Martin na Muri – Zagreb | etapa accidentada         | 177,5          | Sondre Holst Enger  | Matija Kvasina      |

## Classificació final
|    | Ciclista                  | Equip                   | Temps       |
| -- | ------------------------- | ----------------------- | ----------- |
| 1  | Matija Kvasina (CRO)      | Synergy Baku Project    | 23h 29' 29" |
| 2  | Jesper Hansen (DEN)       | Team Tinkoff            | + 24"       |
| 3  | Víctor de la Parte (ESP)  | CCC Sprandi Polkowice   | + 32"       |
| 4  | Felix Großschartner (AUT) | CCC Sprandi Polkowice   | + 47"       |
| 5  | Radoslav Rogina (CRO)     | Adria Mobil             | + 1' 16"    |
| 6  | Domen Novak (SLO)         | Adria Mobil             | + 1' 47     |
| 7  | Kiril Pozdniakov (RUS)    | Synergy Baku Project    | + 2' 19"    |
| 8  | Markus Eibegger (AUT)     | Felbermayr Simplon Wels | + 3' 26"    |
| 9  | Scott Davies (GBR)        | Team Wiggins            | + 3' 38"    |
| 10 | Riccardo Zoidl (AUT)      | Trek-Segafredo          | + 3' 50"    |

## Evolució de les classificacions
| Etapa | Vencedor           | Classificació general | Classificació per punts | Classificació de la muntanya | Classificació dels joves | Classificació per equips |
| ----- | ------------------ | --------------------- | ----------------------- | ---------------------------- | ------------------------ | ------------------------ |
| 1     | Giacomo Nizzolo    | Giacomo Nizzolo       | Giacomo Nizzolo         | Guillaume Boivin             | Alexey Kurbatov          | Synergy Baku Project     |
| 2     | Mark Cavendish     | Mark Cavendish        | Mark Cavendish          | Nicola Boem                  | Alexey Kurbatov          | Synergy Baku Project     |
| 3     | Giacomo Nizzolo    | Giacomo Nizzolo       | Giacomo Nizzolo         | Nicola Boem                  | Alexey Kurbatov          | Gazprom-RusVelo          |
| 4     | Riccardo Zoidl     | Matija Kvasina        | Giacomo Nizzolo         | Riccardo Zoidl               | Domen Novak              | Synergy Baku Project     |
| 5     | Team Tinkoff       | Matija Kvasina        | Giacomo Nizzolo         | Riccardo Zoidl               | Domen Novak              | Synergy Baku Project     |
| 6     | Sondre Holst Enger | Matija Kvasina        | Giacomo Nizzolo         | Riccardo Zoidl               | Domen Novak              | Synergy Baku Project     |
| Final | Final              | Matija Kvasina        | Giacomo Nizzolo         | Riccardo Zoidl               | Domen Novak              | Synergy Baku Project     |